# تانه ميره (سنغافورة)
تانه ميره بسنغافورة (بالإنجليزية: Tanah Merah, Singapore،بالجاوية: تانه ميره، (بالصينية: 丹那美拉)): هي منطقة جغرافية تقع على طول الساحل الجنوبي الشرقي للمنطقة الشرقية من سنغافورة.